# Gilberto Malvestuto
Gilberto Malvestuto (Sulmona, 17 aprile 1921 – Sulmona, 1º marzo 2023) è stato un partigiano italiano.

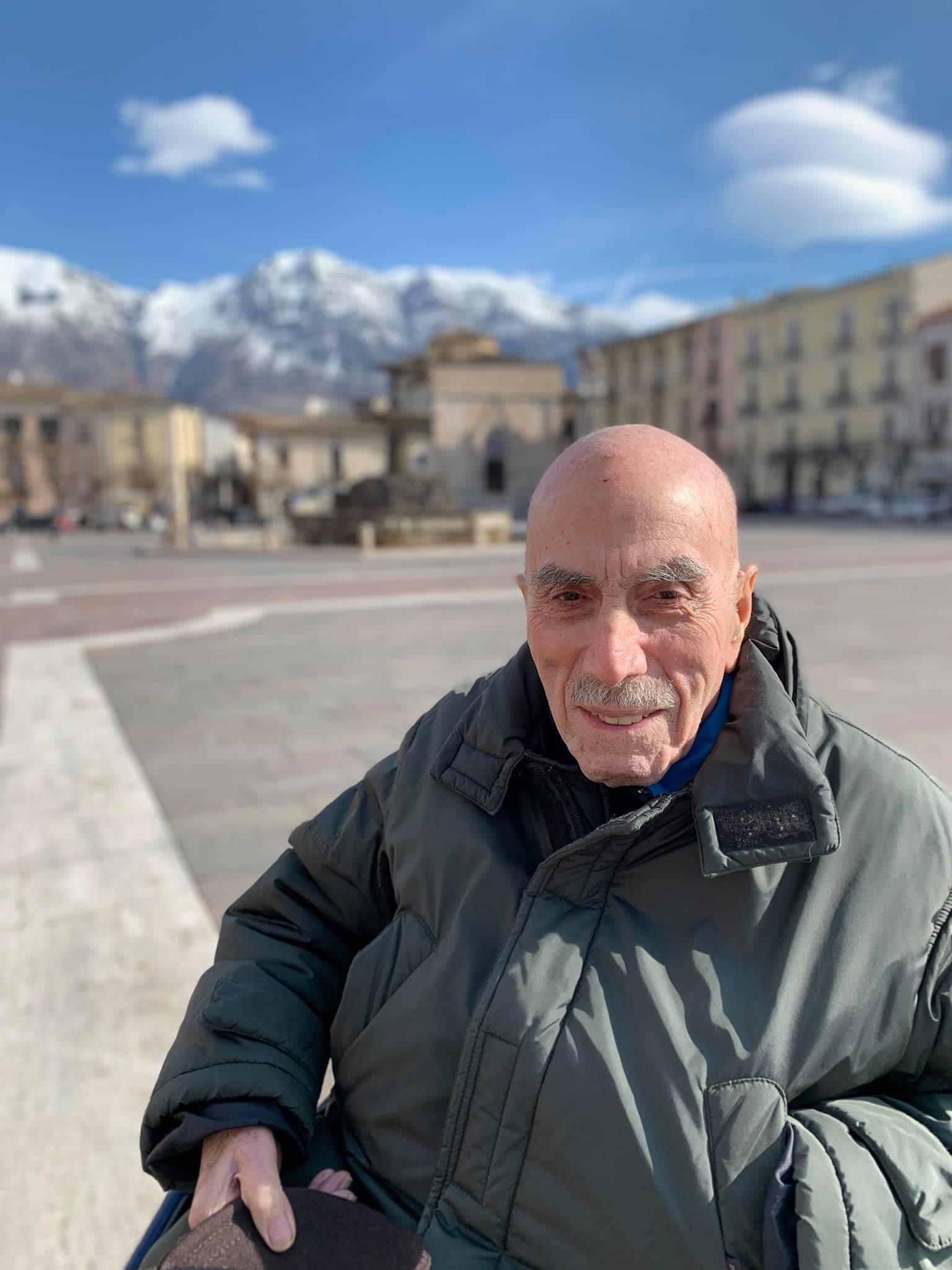
Gilberto Malvestuto immortalato in Piazza Garibaldi, a Sulmona, prima di recarsi alle urne per le elezioni regionali del 10 febbraio 2019

Ufficiale della Brigata Maiella con il grado di sottotenente, entrò tra le primissime truppe liberatrici a Bologna all'alba del 21 aprile 1945 alla testa della sua sezione Mitraglieri della Compagnia Pesante Mista, integrata da un plotone della I Compagnia Fucilieri.
Rivestì diversi incarichi e, in qualità di rappresentante della componente resistenziale nel Comitato Direttivo dell'Istituto abruzzese per la Storia d'Italia dal fascismo alla Resistenza (in seguito  divenuto Istituto Abruzzese per la Storia della Resistenza e dell'Italia Contemporanea), ne fu prima vicesegretario, poi vicepresidente e, infine, presidente dal 1989 al 1993.

## Biografia
Gilberto Malvestuto nacque da Gabriele e Angela Ficorilli il 17 aprile 1921 a Sulmona, città alla quale fu sempre particolarmente legato. Primo di sette figli, maturò la sua concezione ideologica e politica manifestando presto la sua innata avversione per ogni forma di prevaricazione. Tra i banchi dell'Istituto Magistrale da lui frequentato conobbe la compagna di tutta la sua vita, Leda Comitis, appartenente a famiglia notoriamente antifascista, con la quale condivise gli stessi ideali politici e culturali e che fu anche la sua madrina di guerra.
Appena diciottenne vinse un pubblico concorso per titoli ed esami da alunno d'ordine di stazione, che successivamente ne fece a lungo il più giovane capostazione d'Italia. 
Chiamato alle armi, fu destinato al I Reggimento Carristi di Vercelli, ma, avendo nel frattempo conseguita la maturità magistrale, il 16 agosto 1942 fu trasferito a Bologna per frequentare il corso allievi ufficiali di complemento presso il III Reggimento Carristi. Il 5 settembre 1943, appena nominato sottotenente, venne inviato a Montepulciano Scalo per il prescritto servizio di prima nomina. Qui lo sorprese l'annuncio dell'armistizio dell'8 settembre. In assenza di ordini superiori, dopo alcune giornate trascorse in costante allarme, ottenne l'autorizzazione, con altri ufficiali rimasti in zona, a lasciare la caserma per porsi in salvo. Abbandonata quindi l'uniforme di Ufficiale del Regio Esercito presso una abitazione privata, intraprese a piedi la via del ritorno a casa seguendo itinerari posti lontano dalle vie di comunicazione per evitare l'incontro con le numerose pattuglie tedesche che ormai presidiavano i punti nevralgici del Paese. Dopo aver raggiunto Sulmona, si dette alla clandestinità in Valle Peligna e sui monti circostanti, sfuggendo fortunosamente alle numerose retate e alle continue attenzioni che gli rivolgeva la gendarmeria tedesca, accompagnata da collaborazionisti, perché renitente alle chiamate della Repubblica sociale italiana di Salò.

Simbolo della Brigata Maiella

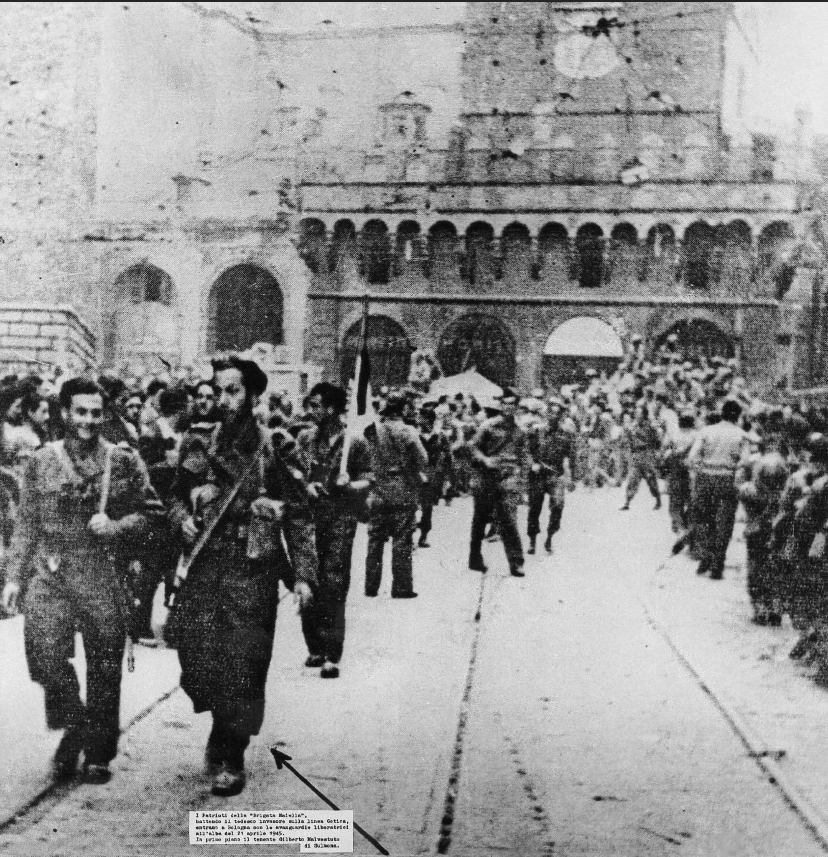
La Brigata Maiella entra tra le primissime truppe liberatrici a Bologna all'alba del 21 aprile 1945. Nella foto, indicato dalla freccia, Gilberto Malvestuto, Comandante della Sezione Mitraglieri della Compagnia Pesante Mista

Finalmente, quando la leggendaria Brigata Maiella, fondata il 5 dicembre 1943 dall'avvocato Ettore Troilo, già segretario di Giacomo Matteotti e di convinzioni socialiste, arrivò a Sulmona liberandola nel giugno 1944, Malvestuto rispose senza esitazione al suo richiamo alle armi per liberare il Nord in una riunione, promossa dai fratelli Claudio e Alfieri Di Girolamo, presso l'allora sede del Commissariato di Sulmona. Da qui partì dunque per l'arruolamento a Recanati dove la Brigata Maiella fu riorganizzata e dove egli fu assegnato al comando della Sezione Mitraglieri della Compagnia Pesante Mista. Il 2 novembre 1944 lasciava Recanati con la suddetta Brigata per rientrare in linea, arrivando a Laterina, in provincia di Arezzo, nel settore immediatamente a oriente di quello occupato dalle ali della 5ª armata americana. Partecipò ai furiosi combattimenti sostenuti in Romagna e in Emilia, per la liberazione di Monte Castellaccio, di Brisighella, dove perse la vita il suo sempre compianto portaordini Oscar Fuà, Monte Mauro, Monte della Volpe, Monte della Siepe, sul Senio, sul Lamone, sul fiume Idice per la liberazione di Castel San Pietro e, all'alba del 21 aprile 1945, alla testa della sua sezione Mitraglieri integrata da un plotone della I Compagnia Fucilieri, entrò tra le primissime truppe liberatrici a Bologna. Riconsegnò il fucile mitragliatore il 20 luglio 1945.
Tornato al suo lavoro di capostazione, che lo avrebbe portato poi, dopo un breve periodo a Carrito, nella Dirigenza Unica e per molti anni a essere titolare della stazione di Sulmona, sposò il 28 aprile 1948 la sua amatissima fidanzata Leda, dalla quale ebbe tre figli, Sandro, Mirella e Lorella. Promosso capitano dell'Esercito Italiano a titolo onorifico per aver ricoperto ruoli di comando durante la guerra di liberazione, gli fu conferita la Croce di guerra al valore militare e l'onorificenza di Ufficiale al merito della Repubblica Italiana. Cofondatore dell’Associazione nazionale ex combattenti della Brigata Maiella e fondatore della Sezione di Sulmona di cui fu Presidente per oltre 20 anni, fu anche Vicepresidente della Sezione di Sulmona del Nastro Azzurro che riuniva tutti i decorati al valor militare. In qualità di rappresentante della componente resistenziale nel Comitato Direttivo dell’Istituto abruzzese per la Storia d'Italia dal fascismo alla Resistenza, sorto con la Legge Regionale 14 giugno 1977, n. 27 e in seguito, con la L.R. 14 dicembre 1998, n. 142, mutato in Istituto Abruzzese per la Storia della Resistenza e dell'Italia Contemporanea, ne fu prima Vicesegretario, poi Vicepresidente e, infine, Presidente (dall’11.10.1989 al 12.8.1993).
Fervente socialista, iscritto al PSI nella sezione di Sulmona, se ne staccò poi deluso non perdonando a Craxi la mutazione genetica del socialismo italiano. Partecipò pertanto con ruoli diversi alla vita democratica del Paese collaborando a stretto contatto con il fondatore della Brigata Maiella avvocato Ettore Troilo, che amò come un padre e che lo volle al suo fianco nella lotta per restare fedeli ai valori della Resistenza fino al giorno della scomparsa del Comandante, il 5 giugno 1974. Contribuì dunque attivamente a organizzare la cerimonia di consegna della Medaglia d'oro alla bandiera della Brigata Maiella tenuta il 2 maggio 1965, per mano dell'allora Ministro della Difesa Giulio Andreotti, nella piazza Garibaldi di Sulmona dove Malvestuto, facente parte del picchetto d’onore accanto all'alfiere Giovanni Ricottilli, lesse la motivazione di tale conferimento. Si prodigò accanto al Comandante Ettore Troilo per la realizzazione in Taranta Peligna del Sacrario Militare che raccoglie i resti gloriosi dei caduti della Brigata Maiella e anche del documentario "I giorni e gli uomini della Brigata Maiella", girato nella zona di Passo San Leonardo e nei paesi dell’Aventino e del Sangro. Nella veste istituzionale di Presidente dell'Istituto storico propiziò la concessione della cittadinanza onoraria di Brisighella e del "Nettuno d'oro" della città di Bologna ai reduci della Brigata Maiella, ma anche l'intitolazione di una strada dell'Aquila al nome di Ettore Troilo con inaugurazione ufficiale il 25 aprile 1989 e, dopo averne fatta ufficiale richiesta ai rispettivi Sindaci, quella di Lanciano, Torricella Peligna, Sulmona, Pescara e Chieti. Tra le molteplici iniziative prodotte con l'Istituto, come la pubblicazione di Atti del Convegno "Intellettuali e Società in Abruzzo tra le due guerre - Analisi di una mediazione" e del primo numero della Rivista di Studi Storici dal titolo "Contributi per una storia dell’Abruzzo", è da segnalare la pubblicazione del volume di Costantino Felice dal titolo "La guerra sul Sangro- Eserciti e popolazione in Abruzzo 1943-1944" edito da FrancoAngeli e che fu oggetto del Convegno internazionale di studi svoltosi ad Atessa (Chieti) nei giorni 5-6-7 aprile 1990.
Presenzió a numerosi convegni e manifestazioni culturali, e tenne lezioni di Storia della Resistenza presso determinate classi della Scuola Media Statale di Pineto, di Pratola Peligna, "T.Delfico" di Montesilvano, "G.Capograssi" di Sulmona, del Liceo Classico "Ovidio" di Sulmona e del Liceo Scientifico "E.Fermi" di Sulmona.
Dopo la scomparsa, avvenuta il 27 aprile 2007, dell'adorata moglie Leda con la quale aveva condiviso i propri ideali da lei ereditati dai propri genitori e dal nonno materno Filippo De Felice, collaboratore dell'onorevole Trozzi nel rinvigorire la sezione socialista di Sulmona negli anni a cavallo tra l'800 e il '900, si dedicò alla stesura del libro "Sulle ali della memoria per non dimenticare" edito dall'Amministrazione Provinciale dell'Aquila. In esso sono riportate fedelmente pagine del suo diario di guerra, tenuto dal novembre 1944 al 1 febbraio 1945, la cui copia originale andò smarrita tra le macerie causate dal terribile terremoto dell'Aquila del 6 aprile 2009. Negli anni a venire, al fine di mantenere e tramandare incontaminati i valori della Resistenza soprattutto alle giovani generazioni, rilasció numerose interviste a giornalisti della carta stampata e della tv, tra cui Gad Lerner, che lo inserì nel libro “Noi partigiani-Memoriale della Resistenza italiana” e nel programma "La scelta. I partigiani raccontano" su Rai 3. 
Il 17 Aprile 2021, in occasione del suo centesimo compleanno, un gruppo di circa 30 persone si incontró spontaneamente sotto il balcone della Residenza per Anziani dove risiedette cantando "Bella ciao". Anche in quella circostanza, Malvestuto non perse occasione per intrattenere con le sue testimonianze le persone accorse, raccondando del suo ingresso a Bologna, di quegli anni difficili e dell'orgoglio con cui i maiellini si gettarono in prima linea.
Il 2 settembre 2021, presso l'Aula Consiliare del Comune di Sulmona, venne insignito con il primo riconoscimento ufficiale di benemerenza civica della città di Sulmona, il "Sigillo d'oro di Re Ladislao". La motivazione, letta dalla Sindaca Anna Maria Casini, recita: "Esempio e testimone di vita impegnata nell'affermazione della solidarietà e della libertà. Affrontò in qualità di sottotenente della Brigata Maiella, sezione Mitraglieri, la drammatica lotta di liberazione durante la Seconda Guerra Mondiale, giungendo esausto a Bologna, simbolo della libertà in Italia e nel mondo (è scritto nella pergamena che gli viene consegnata). Con coraggio e dedizione ha superato ostacoli ritenuti invalicabili appellandosi alle sue risorse morali e fisiche. Oggi, all'età di 100 anni, costituisce Onore di questa Città di Sulmona, insignita di Medaglia d'Argento al Valor Militare e Medaglia d'Oro di Benemerenza Patriottica, L'Assise civica solennemente conferisce perché il suo esempio sia consegnato all'eternità".  
A coronamento di un anno importante, il 27 dicembre 2021, nell'ambito del meeting annuale di fine anno organizzato dalla redazione de "Il Germe", notiziario di Sulmona e circondario, venne insignito con il premio "Personaggio dell'anno". A causa delle restrizioni imposte per la recrudescenza dei casi di contagio da SARS-CoV-2, Gilberto Malvestuto vi poté partecipare soltanto da remoto, in videoconferenza, pur riuscendo a mantenere il suo consueto umorismo.
Nel 2022, nonostante l'avanzare dell'età, non fece mancare il suo messaggio di saluti durante le cerimonie commemorative presso il Sacrario della Brigata Maiella a Taranta Peligna.
Si è spento serenamente all'età di 101 anni la mattina del 01 marzo 2023. L'amministrazione Comunale guidata dal sindaco Gianfranco Di Piero ha voluto omaggiarlo allestendo la camera ardente presso la Sala Consiliare del Comune di Sulmona dove centinaia di persone sono giunte a lasciare un ultimo saluto. L'entrata del feretro in chiesa per i funerali è stata accompagnata dal canto dei partecipanti che per l'ultima volta, come ai suoi 100 anni, gli hanno cantato "Bella Ciao".

## Onorificenze e premi
- Croce di guerra al Valore Militare[8]
- Diploma d'onore di Combattente per la libertà d'Italia[8]
- Ufficiale al merito della Repubblica italiana[8] (onorificenza ricevuta dal Presidente della Repubblica Sandro Pertini)
- Cittadinanza onoraria di Brisighella[9]
- Nettuno d'oro della città di Bologna (a tutta la Brigata Maiella)[10]
- Sigillo d'oro di Re Ladislao della città di Sulmona[11]
- Personaggio dell'anno 2021 conferito dalla redazione de "Il Germe", Sulmona[12]